# Kanton Annecy-Nord-Est
Der Kanton Annecy-Nord-Est war bis 2015 ein französischer Wahlkreis im Département Haute-Savoie. Er umfasste den nordöstlichen Teil der Départementshauptstadt Annecy. Die landesweiten Änderungen in der Zusammensetzung der Kantone brachten im März 2015 seine Auflösung.